# Farstanäsbron

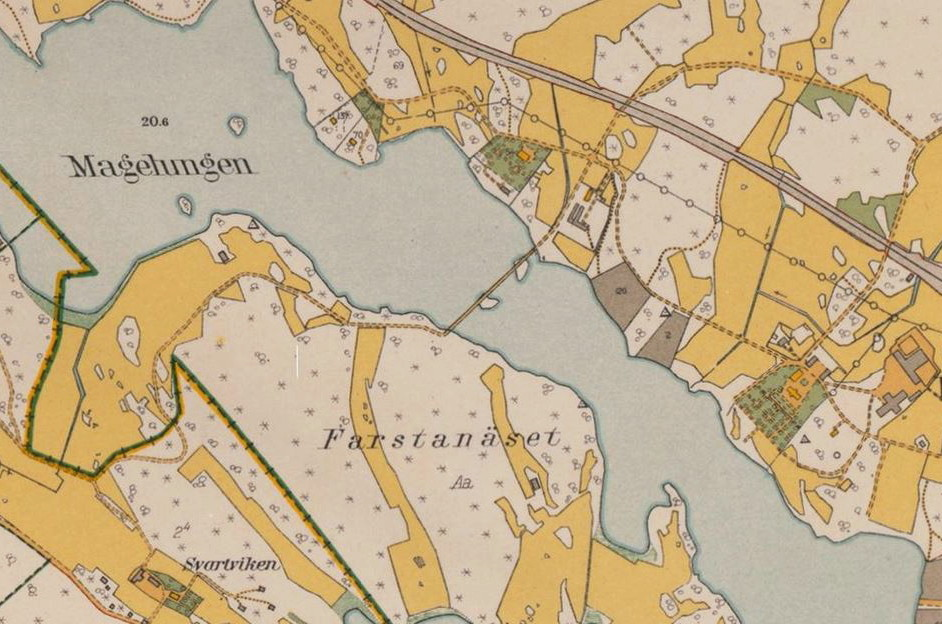
Farstanäsbrons sträckning på en karta från 1920-talet.

Farstanäsbron är en 200 meter lång gång- och cykelbro över sjön Magelungen som förbinder stadsdelen Farsta strand med Farstanäset i södra Stockholm. Nuvarande bro byggdes år 1998 och har två föregångare, den äldsta från 1914. På grund av att broförbindelsen ursprungligen anlades av försvarsmakten inom ramen för Södra Fronten kallas den även Militärbron. 
År 1926 utgjorde den dåvarande bron kuliss för några scener i filmen Fänrik Ståls sägner, då Farstanäsbron skulle föreställa den bro som soldaten Sven Dufva försvarade. 

## Första Farstanäsbron

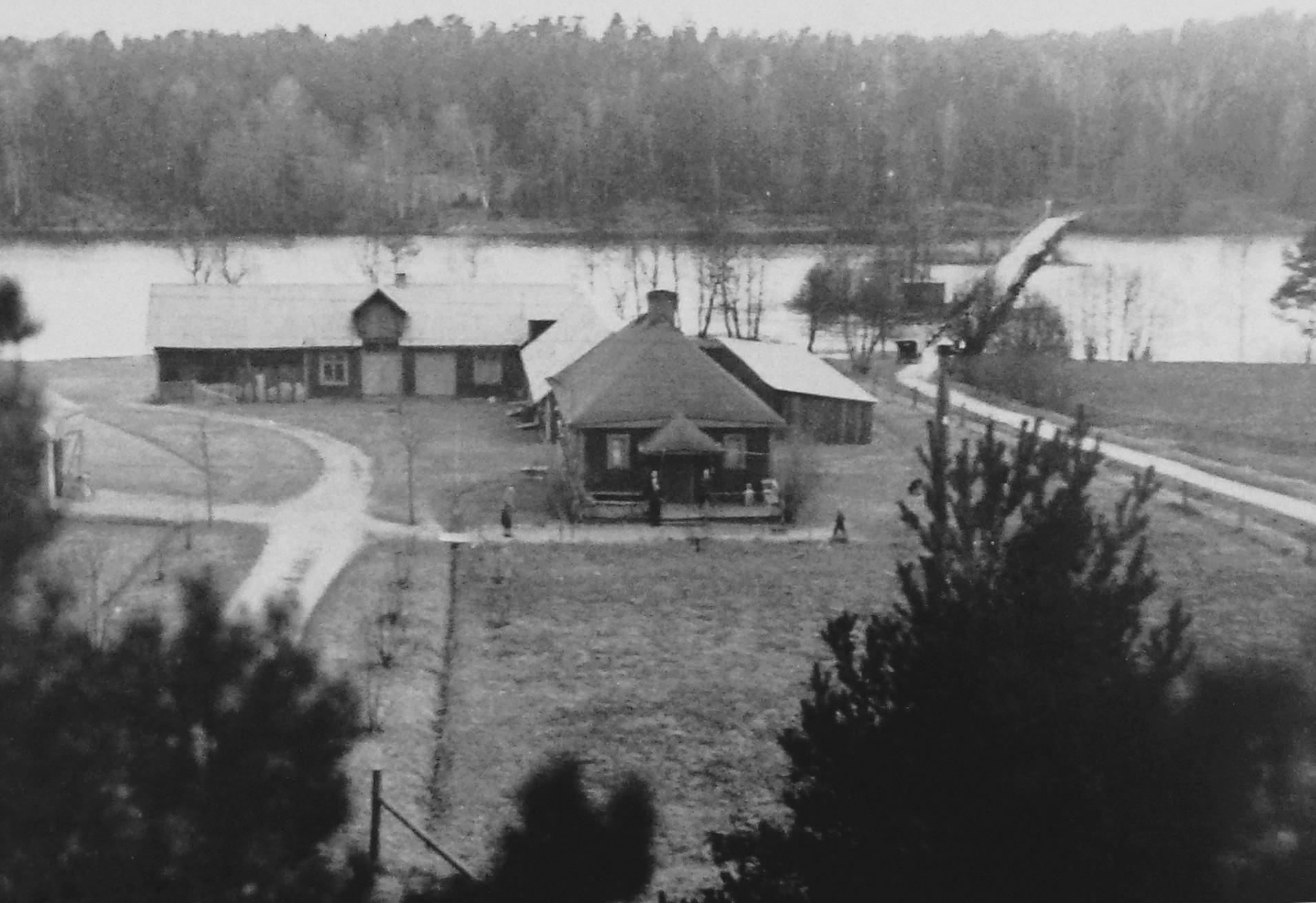
Farstanäsbron "Militärbron" med förrådsbyggnaderna i förgrunden, 1935.

Den första broförbindelsen över Magelungen kom till genom ett ändrat försvarspolitiskt tänkande kring sekelskiftet 1900, då det så kallade centralförsvaret avlöstes av ett gräns- och kustförsvar. Befästningsanordningarna på land söder om Stockholm i den så kallade Södra Fronten utgjordes huvudsakligen av skyttevärn och batteriplatser i en linje från Erstaviken till Mälaren. För att försörja försvarsfronten i Ågestatrakten krävdes en broförbindelse över Magelungen (se Stockholms fasta försvar). 
År 1905 upprättades de första konstruktionsritningarna för en träbro, som även kunde bära fordon. Brons sträckning drogs över två mindre öar och 1913 började Svea ingenjörregemente med anläggningsarbetena, men på grund av brist på plank för körbanan färdigställdes den först året därpå. Bron blev cirka 200 meter lång med en fri höjd av två meter över vattenytan. Efter första världskriget förlorade bron sin strategiska betydelse.

## Andra Farstanäsbron
På 1950-talet hade bron blivit så fallfärdig att den fick rivas och ersattes då av en ny träbro byggd av tryckimpregnerat virke, även den utförd av försvarsmakten. Samtidigt förbättrades grundläggningen med pålar nerförda till berg. Bron fick samma utseende som sin föregångare och även den kunde användas för fordonstrafik. Trots att bron hade förlorat sin militära betydelse, var den en viktig förbindelse för den lokala befolkningen och underlättade för folket vid Farsta gård att komma till sina ägor på Farstanäset.

## Tredje Farstanäsbron
Efter knappt 50 år var det 1998 dags igen för reparation. Bron var dock i så dåligt skick att ägaren, Stockholms stad, valde att riva den och ersätta den med den tredje Farstanäsbron, en modern träkonstruktion på stålbalkar och betongfundament. Nuvarande bro har en bredd på 3,0 meter och är avsedd för gång- och cykeltrafik. Den har belysning och är en viktig del av traktens miljö. 

## Bilder

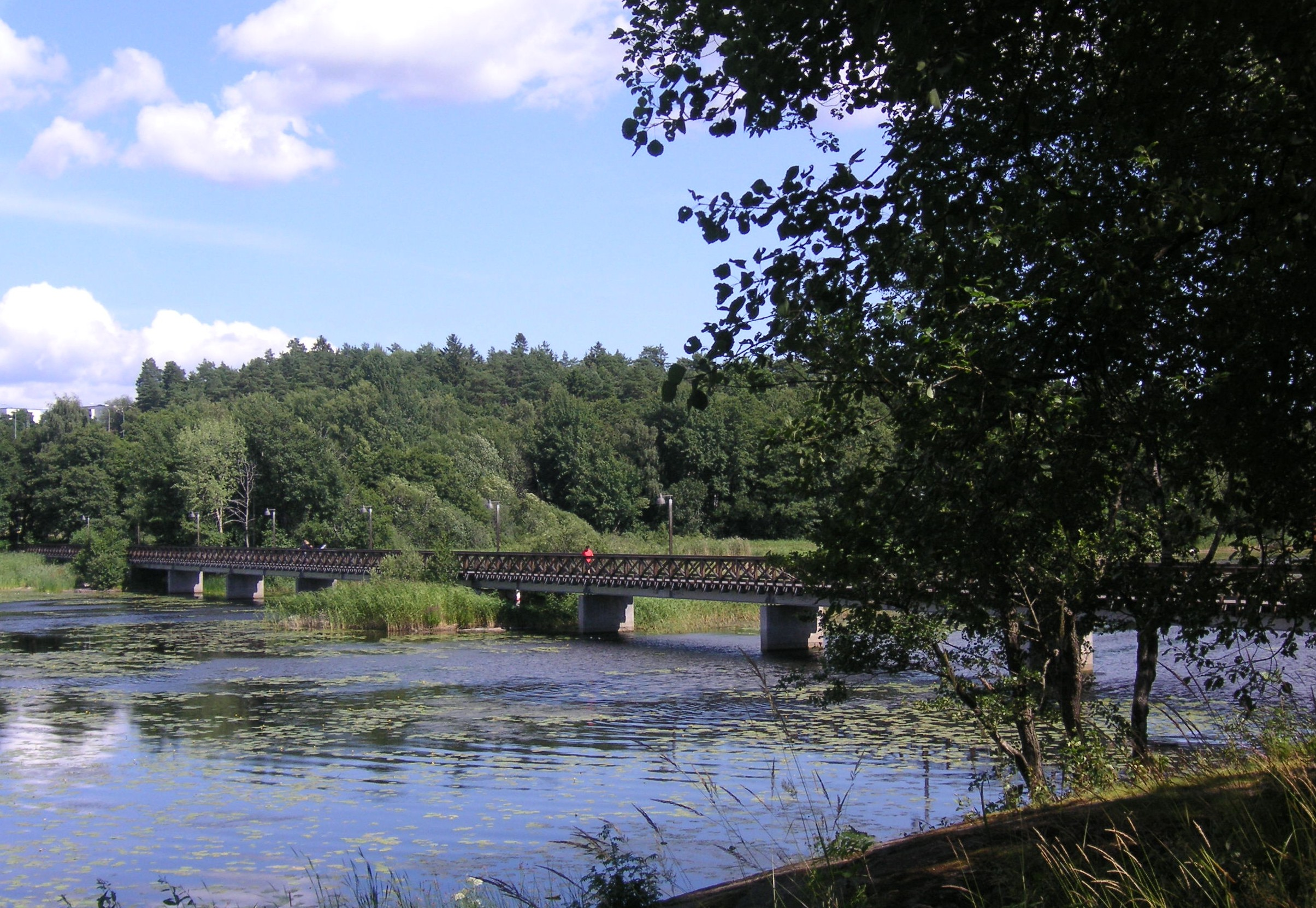
Bron på sommaren 2007
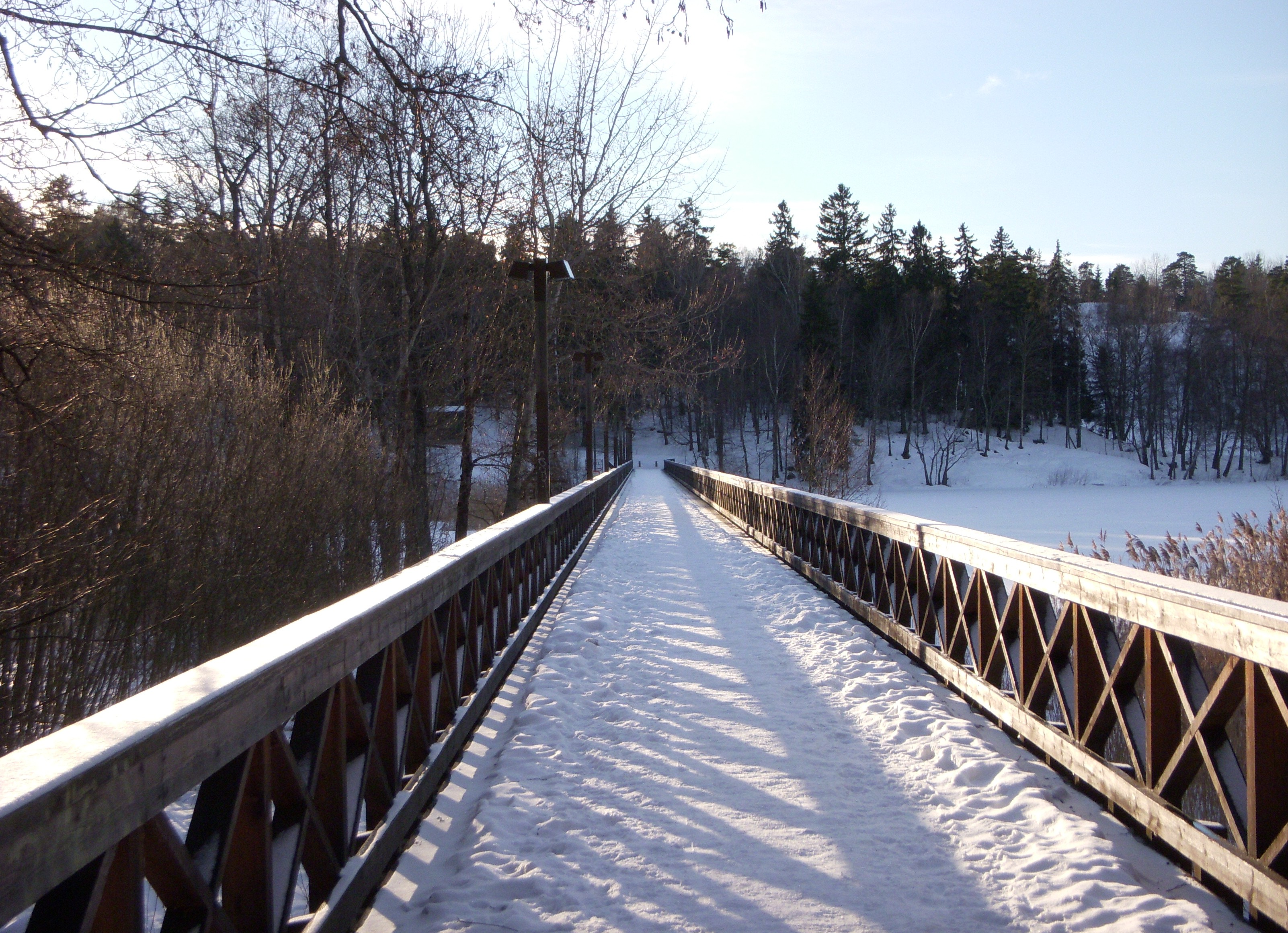
Vy mot Farstanäset
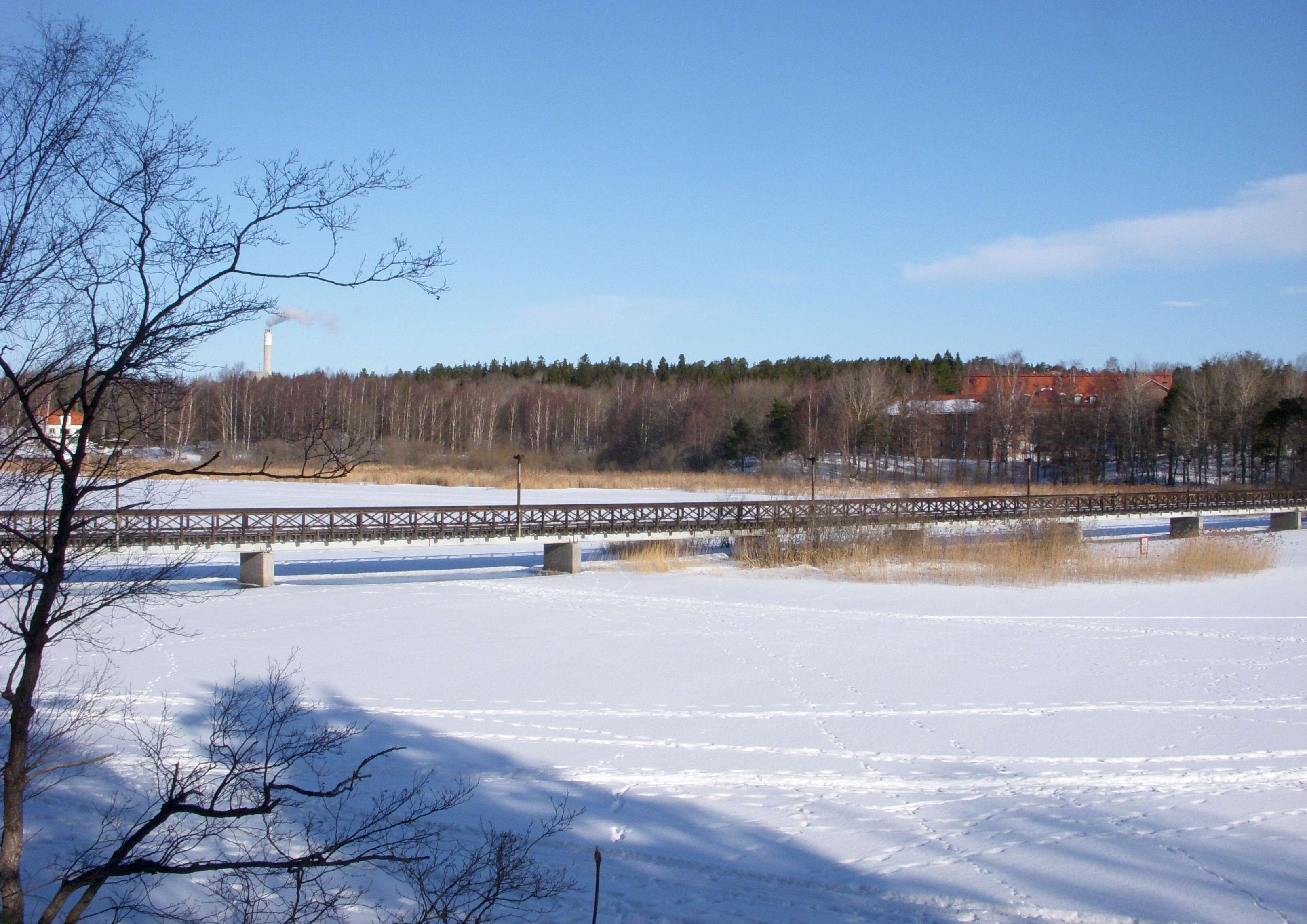
Bron på vintern 2011
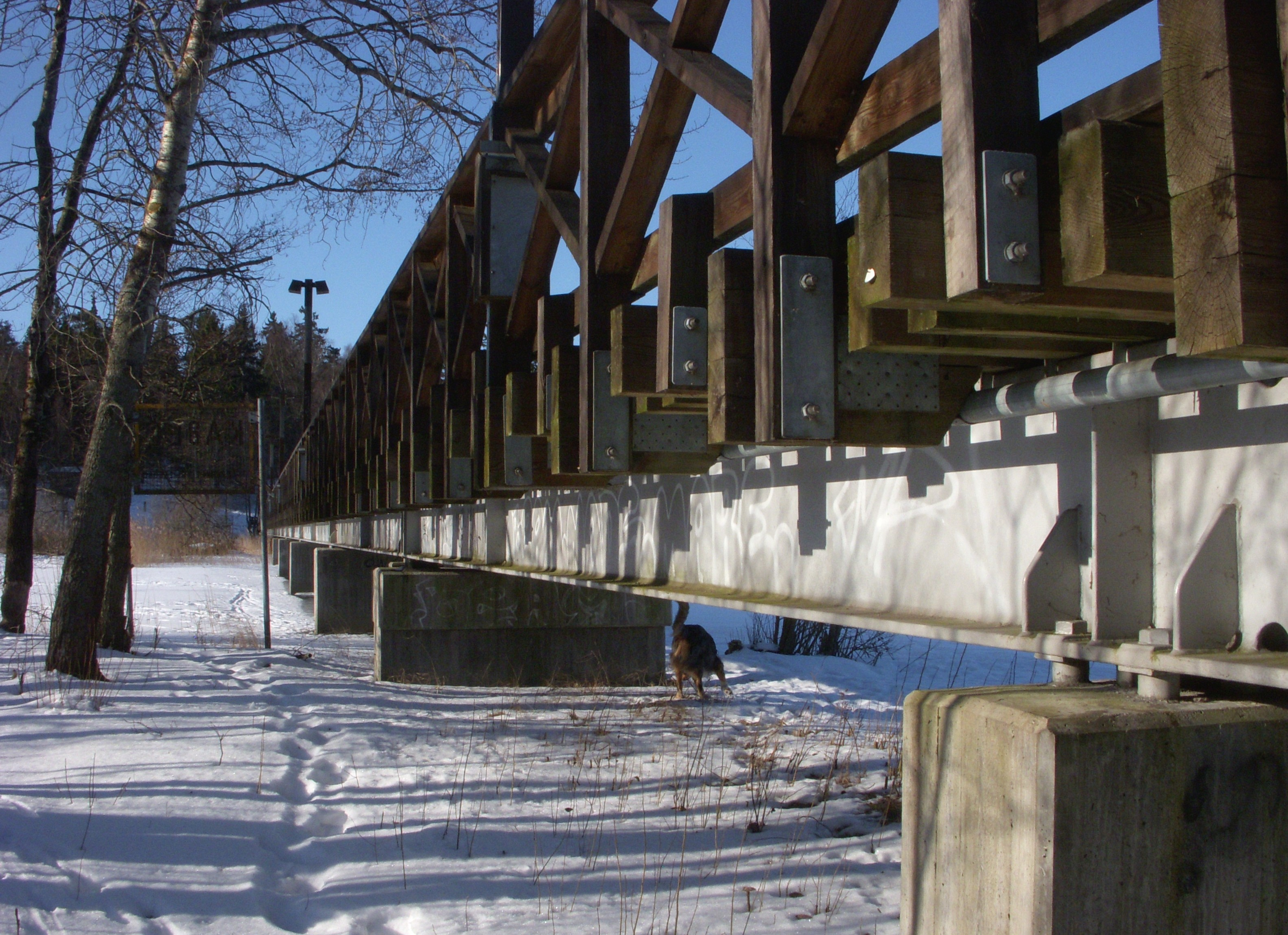
Konstruktionen